# Натан Лоу
Натан Лоу (на английски: Nathan Law; на китайски: 羅冠聰, Луо Гуанцун) е хонконгски политик от партията „Демосисто“.
Роден е на 13 юли 1993 година в Шънджън, като през 1999 година семейството му се премества в Хонконг, откъдето е баща му. Завършва културология в Линнанския университет. През 2014 година, докато следва там, става един от водачите на студентските протести срещу пълзящото ограничаване от правителството на Китай на политическите свободи в Хонконг. През 2016 година оглавява новосъздадената партия „Демосисто“ и е избран за най-младия депутат в историята на законодателното събрание на Хонконг, но малко по-късно властите отнемат мандата му. През 2017 година лежи няколко месеца в затвора за ролята си в студентските протести. Веднага след приемането на Закона за защита на националната сигурност в Хонконг през 2020 година напуска страната и получава политическо убежище във Великобритания.